# Team Kuota-Lotto/Saison 2016
Dieser Artikel listet Erfolge und Fahrer des Radsportteams Kuota-Lotto in der Saison 2016 auf.

## Erfolge in der UCI Europe Tour
In den Rennen der Saison 2016 der UCI Europe Tour gelangen die nachstehenden Erfolge.
| Datum         | Rennen                  | Kat. | Fahrer                |
| ------------- | ----------------------- | ---- | --------------------- |
| 5. Mai        | 2. Etappe Flèche du Sud | 2.2  | Raphael Freienstein   |
| 11. September | Chrono Champenois       | 1.2  | Daniel Westmattelmann |

## Abgänge – Zugänge
| Zugänge             | Team 2015                  | Abgänge                           | Team 2016            |
| ------------------- | -------------------------- | --------------------------------- | -------------------- |
| Moritz Backofen     | Team Stölting              | Felix Drumm (bis 21. Oktober)     | RSC Zweibrücken 88   |
| Raphael Freienstein | Charter Mason Giant Racing | Andreas Fliessgarten              | Erdinger Alkoholfrei |
| Luca Henn           | MLP Bergstrasse LV Baden   | Marcel Meisen (bis 16. September) | Steylaerts-Verona    |
|                     |                            | Florian Monreal                   | Karriereende         |
|                     |                            | Max Walscheid                     | Team Giant-Alpecin   |

## Mannschaft
| Name                  | Geburtstag         | Nationalität |              |
| --------------------- | ------------------ | ------------ | ------------ |
| Moritz Backofen       | 21. März 1995      | Deutschland  |              |
| André Benoit          | 2. August 1989     | Deutschland  |              |
| Julian Braun          | 27. September 1995 | Deutschland  |              |
| Frederik Dombrowski   | 8. Januar 1992     | Deutschland  |              |
| Felix Drumm           | 4. November 1994   | Deutschland  |              |
| Raphael Freienstein   | 8. April 1991      | Deutschland  |              |
| Christopher Hatz      | 21. Oktober 1991   | Deutschland  |              |
| Luca Henn             | 18. Dezember 1997  | Deutschland  |              |
| Joshua Huppertz       | 10. November 1994  | Deutschland  |              |
| Tobias Knaup          | 17. März 1993      | Deutschland  |              |
| Lukas Löer            | 11. Februar 1995   | Deutschland  |              |
| Marcel Meisen         | 8. Januar 1989     | Deutschland  |              |
| Dario Rapps           | 2. Juli 1994       | Deutschland  |              |
| Robert Retschke       | 17. Dezember 1980  | Deutschland  |              |
| Richard Weinzheimer   | 4. April 1996      | Deutschland  |              |
| Daniel Westmattelmann | 31. Oktober 1987   | Deutschland  |              |
| Stagiaires            | Stagiaires         | Nationalität | Nationalität |
| Hendrik Hamm          | Hendrik Hamm       | Deutschland  |              |